# Robert T. Bakker

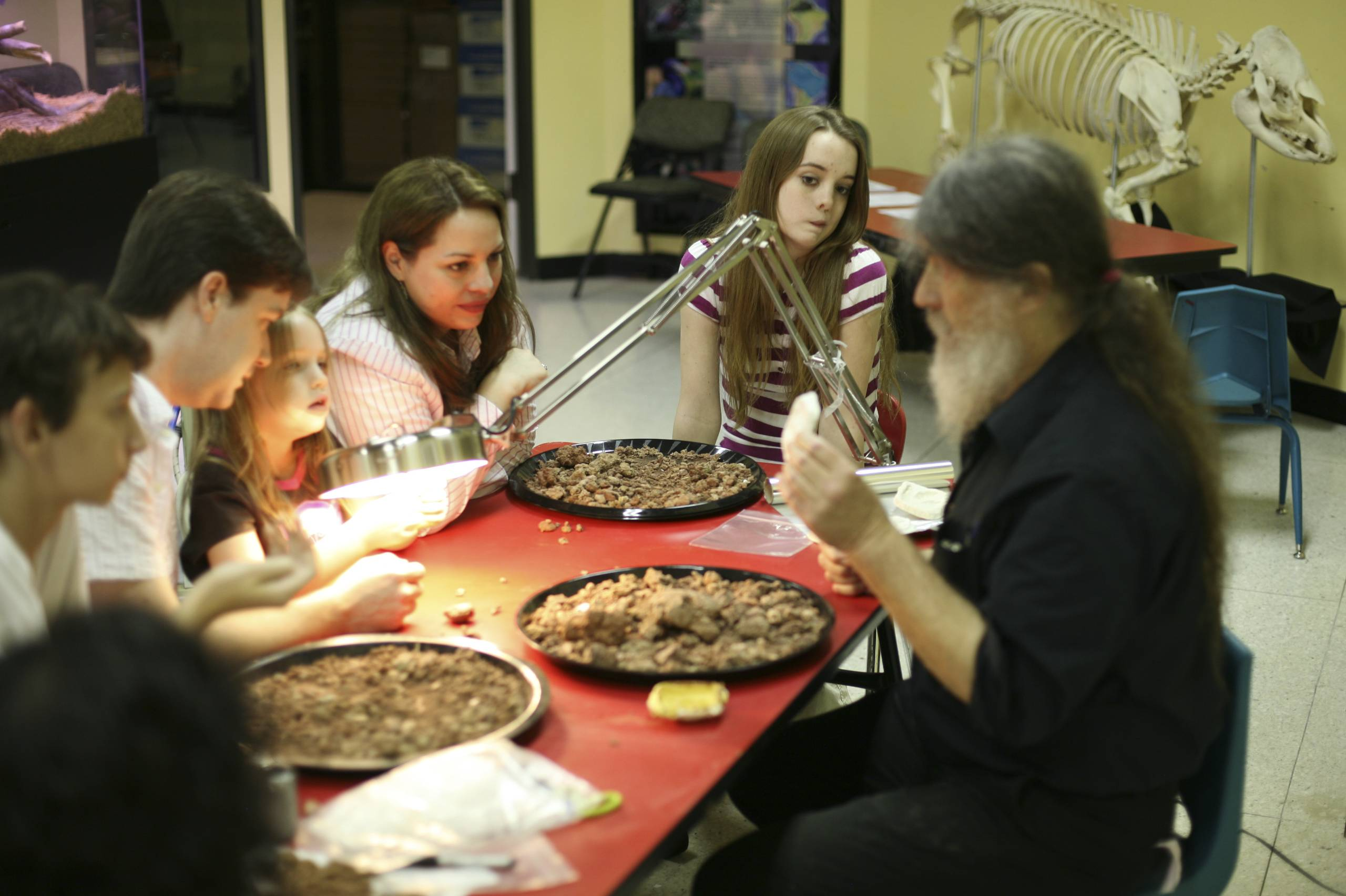
Robert Bakker (jobbra) tanítás közben, a Houstoni Természettudományi Múzeumban (Houston Museum of Natural Science), 2008 szeptemberében

Robert T. Bakker (Ridgewood, New Jersey, 1945. március 24. –) amerikai őslénykutató, aki közreműködött a dinoszauruszokkal kapcsolatos modern elméletek kialakításában, támogatva azt az elképzelést, ami szerint egyes dinoszauruszok melegvérűek (homeotermek) voltak. Mentorával John Ostrommal együtt Bakker indította el az őslénytani kutatások területén „dinoszaurusz reneszánsz” néven ismertté vált folyamatot, amely akkor vette kezdetét, amikor Bakker 1975 áprilisában „Dinoszaurusz reneszánsz” címmel cikket jelentetett meg a Scientific American című folyóiratban. Szakterülete a dinoszauruszok ökológiai szerepe és viselkedése.
Bakker fő támogatója lett annak az elméletnek, ami szerint a dinoszauruszok „melegvérű”, ügyes, gyors és alkalmazkodó állatok voltak. A dinoszauruszok endotermiájáról (melegvérűségéről) szóló első cikke 1968-ban jelent meg. Elsőként ő állt elő az Allosaurus fészkelőhelyein talált szülői gondoskodásra utaló bizonyítékokkal. Az 1992-es The Dinosaurs című PBS sorozat és a Jurassic Park című film készítésénél tanácsadóként működött közre. Bakker bizonyítékot talált Niles Eldredge és Stephen Jay Gould dinoszaurusz populációkra vonatkozó pontozott egyensúly elméletére.

## Pályafutása
Bakker először a nagyapja házában, a Life magazin 1953. december 7-én megjelent számában olvasott egy cikket a dinoszauruszokról, ami felkeltette a téma iránti érdeklődését. 1963-ban leérettségizett a New Jersey-i Ridgewood High Schoolban. A Yale Egyetemen Bakker a dinoszauruszokkal kapcsolatos új szemlélet egyik támogatója, John Ostrom tanítványa lett, majd a Harvard Egyetemen doktori címet szerzett. A Maryland állambeli Baltimore-ban levő Johns Hopkins Egyetemen anatómiát kezdett tanítani. A terepmunkáit többnyire a wyomingi Como Bluffban végezte, de a dinoszauruszok egykori élőhelyei után kutatva eljutott Mongóliába és Dél-Afrikába is.

## Elméletek
1986-ban megjelent The Dinosaur Heresies (A dinoszaurusz-eretnekség) című művében Bakker kifejtette a dinoszauruszok melegvérűségéről szóló elméletét. Érvei között az alábbiak szerepeltek:
- Szinte valamennyi állat, amely napjainkban felegyenesedve jár melegvérű, és a dinoszauruszok is így jártak
- A melegvérű állatok szíve jóval hatékonyabban pumpálja a vért, mint a hidegvérűeké. Ebből következően az óriás Brachiosaurusnak a melegvérűekéhez hasonló szívvel kellett rendelkeznie, hogy a vér feljuthasson a fejéig.
- A Deinonychushoz hasonló dinoszauruszok nagyon aktív életmódot folytattak, ami sokkal jobban illik a melegvérű állatokhoz.
- Egyes dinoszauruszok az északi- és a déli-sarkhoz közeli területeken éltek, ahol lehetetlen lett volna a hidegvérű állatok számára a testük melegen tartása, bár a kritikusok rámutattak, hogy a hőmérséklet a mezozoikum idején magasabb volt, mint napjainkban.
- A dinoszauruszok gyors specializálódása és evolúciója a melegvérű állatokra jellemző, és nem a hidegvérűekre.
- A ragadozó/zsákmány arány a ragadozó dinoszauruszok esetében melegvérű állatokra utal, és nem hidegvérűekre.
- A madarak melegvérűek. A madarak a dinoszauruszokból fejlődtek ki, így ezeknek az állatoknak valahol át kellett volna térniük a melegvérű metabolizmusra; mindez azonban jóval több változással járt volna, mint amennyi a dinoszauruszok archosaurus ősei és a dinoszauruszok között lezajlott.
- A melegvérű metabolizmus evolúciós előnyökkel jár a csúcsragadozók és a nagy méretű növényevők számára egyaránt; ha a dinoszauruszok nem melegvérűek voltak, akkor léteznie kellene olyan fosszilis bizonyítékoknak, amelyek arra utalnak, hogy ezeket az ökológiai fülkéket (niche-ket) emlősök töltötték be. Ilyen bizonyíték azonban nem létezik; az emlősök a kréta időszak végén egyre kisebbé váltak az emlősszerű hüllő őseikhez viszonyítva.
- A csontjaik keresztmetszetének vizsgálata alapján a dinoszauruszok növekedése gyors volt.

## Írások
Bakker Raptor Red címmel regényt írt, amely egy kora kréta időszak idején élt nőstény Utahraptor egy évét meséli el. A történeten keresztül Bakker kifejti a dromaeosaurida („raptor”) dinoszauruszok viselkedéséről és életéről alkotott elképzeléseit.
A nagyközönség figyelmét a The Dinosaur Heresies (A dinoszaurusz-eretnekség) című könyvével vonta magára.

## Érdekességek
- „Dr. Robert Burke”, Steven Spielberg Az elveszett világ: Jurassic Park (Lost World: Jurassic Park) című filmjének szakállas őslénykutatóját Bakkerről mintázták.
- Bakker feltűnik a Jurassic Park Sega által készített videójáték változatában is, amelyben a dinoszauruszokat ismerteti.
- Bakker a Pünkösdi–karizmatikus mozgalom tagja.
- Bakker említésre kerül Randall Munroe webes képregényében.[2]

## Fordítás
- Ez a szócikk részben vagy egészben  a   Robert T. Bakker című angol Wikipédia-szócikk ezen változatának fordításán alapul.  Az eredeti cikk szerkesztőit annak laptörténete sorolja fel. Ez a jelzés csupán a megfogalmazás eredetét és a szerzői jogokat jelzi, nem szolgál a cikkben szereplő információk forrásmegjelöléseként.